# Fiães (Melgaço)
Fiães is een plaats (freguesia) in de Portugese gemeente Melgaço en telt 300 inwoners (2001).

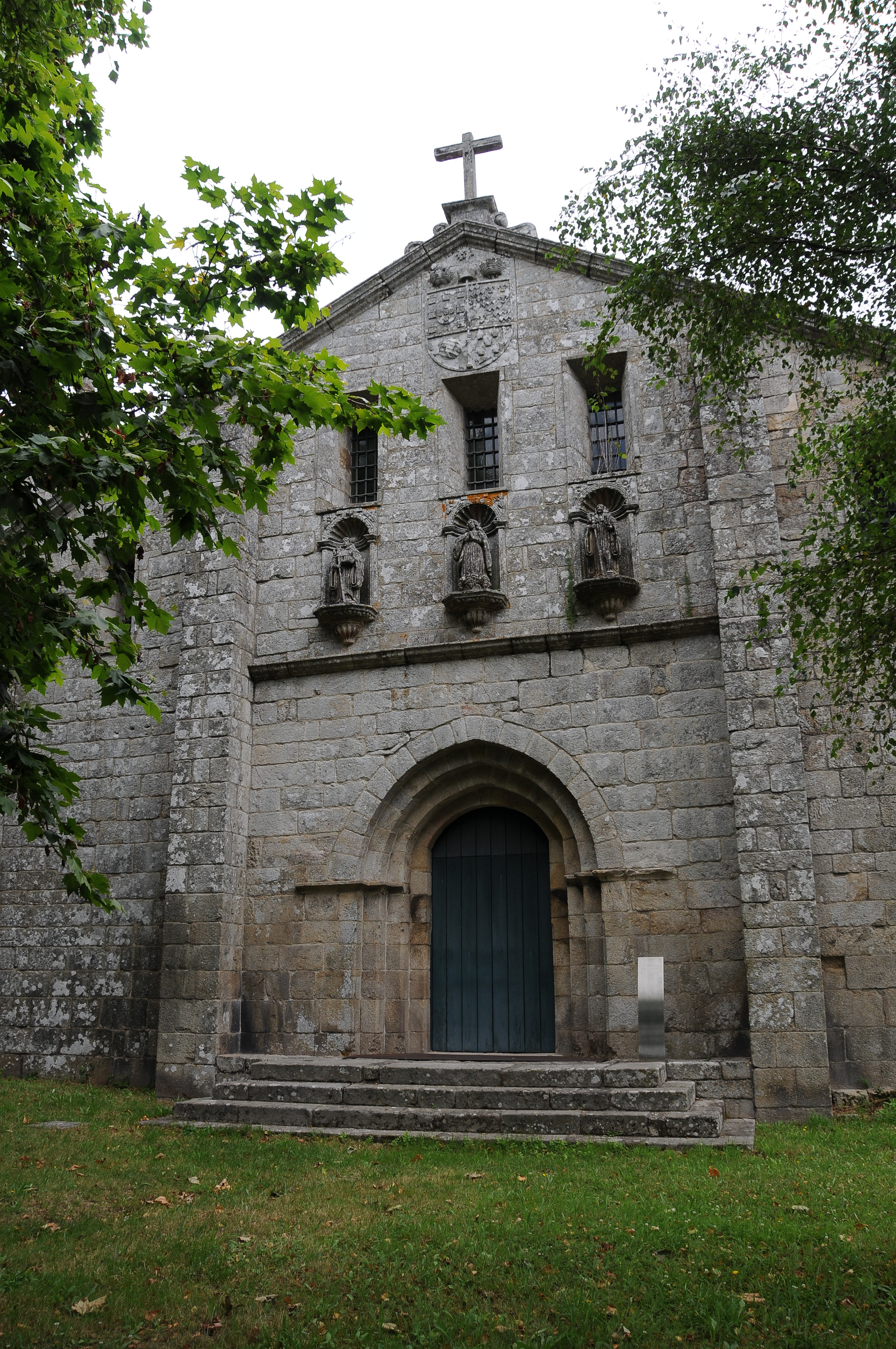
Kerkgebouw te Fiães